# Rottweiler (film)
Pour les articles homonymes, voir Rottweiler.
Pour plus de détails, voir Fiche technique et Distribution.
Rottweiler est un film d'horreur espagnol réalisé par Brian Yuzna, sorti en 2004.

## Synopsis
Dante, un jeune homme entré clandestinement en Espagne par défi et arrêté par les services de l'immigration, se retrouve pourchassé par un rottweiler cyborg après s'être évadé. Alors qu'il recherche sa petite amie, arrêtée en même temps que lui, Dante est blessé par l'animal et commence à souffrir d'hallucinations...

## Fiche technique
- Titre : Rottweiler
- Réalisation : Brian Yuzna
- Scénario : Alberto Vázquez-Figueroa d'après son roman
- Dialogues additionnels : Miguel Tejada-Flores
- Musique : Mark Thomas
- Photographie : Javier G. Salmones
- Montage : Andy Horvitch
- Décors : Baltasar Gallart
- Costumes : María Gil
- Production : Julio Fernández, Brian Yuzna, Albert Martinez Martin, Carlos Fernández et Stephen Margolis
- Sociétés de production : Castelao Producciones S.A., Fantastic Factory et Filmax
- Pays :  Espagne et  Royaume-Uni
- Format : Couleurs - 1,85:1 - Dolby Digital - 35 mm
- Genre : Thriller, horreur et science-fiction
- Durée : 95 minutes
- Dates de sortie : décembre 2004 (festival de Catalogne), 10 juin 2005 (Espagne)
- Film interdit aux moins de 16 ans en France

## Distribution
- William Miller : Dante
- Irene Montalà : Ula
- Paulina Gálvez : Alyah
- Cornell John : Dongoro
- Lluís Homar : Guard Borg
- Paul Naschy (Jacinto Molina) : Kufard
- Ilario Bisi-Pedro : Aranda
- Nicholas Aaron : Sugarman
- Lolo Herrero : Nacho
- Ramata Koite : Berta
- Bárbara Elorrieta : la femme en blanc
- Ivana Baquero : Esperanza
- Roberto Hijón : Said
- Abdel Hamid Krim : Abu

## Autour du film
- Le tournage s'est déroulé à Barcelone.